# Junkers G.38
Junkers G.38 je bilo veliko štirimotorno eksperimentalno letalo nemškega proizvajalca Junkers. Prvič je poletel leta 1929, zgradili so samo dva prototipa. Oba so uporabljali kot potniški letali do druge svetovne vojne.
V 1930-ih so dali licenco japonskemu Mitsubishiju, ki je zgradil šest letal, ki so imela oznako Mitsubishi Ki-20.
Posadka je bila sedemčlanska, na krovu so bili tudi mehaniki, ki so servisirali motorje med letom. To je bilo možno, ker je imel G.38 "združeno" krilo s trupom, podobno kot BWB. 
G.38 je imel kantilever krilo iz duraluminija. Imel je fiksno (neuvlačljivo) pristajalno podvozje. Prvi prototip 3301 (D-2000) je prvič poletel 6. novembra 1929. Poganjali so ga štirje dizelski motorji: dva L55 (12-valjna konfiguracije V) in dva L8 (6-valjna v vrsti). Skupna moč motorjev je bila 1971 KM. V poskusnih letih je podrl štiri svetovne rekorde v hitrosti, doletu in količini tovora. 2. maja 1930 je Lufthansa začela komercialno uporabljati D-2000.
2. februarja 1931 je Junkers povečal moč motorjev do skupne moči 2366 KM. Svoj čas je bil G.38 največje letalo na svetu.

## Tehnične specifikacije (G.38 1929)
Splošne značilnosti
- Posadka: 7
- Število sedežev: 30 (D-2000/D-AZUR) potnikov, 34 (D-2500/D-APIS) potnikov
- Dolžina: 23,21 m (76 ft 2 in)
- Razpon kril: 44 m (144 ft 4 in)
- Višina: 7,2 m (23 ft 7 in)
- Površina kril: 290 m2 (3.100 sq ft) [1]
- Teža praznega letala: 14.920 kg (32.893 lb)
- Bruto teža: 24.000 kg (52.911 lb)
- Maks. vzletna teža: 21.240 kg (46.826 lb)
- Pogon letala: 2 × Junkers L55 12-valjni vodno hlajeni
- Pogon letala: 2 × Junkers L8a (šestvaljni vodno hlajeni), 308 kW (413 hp)  vsak ob vzletu, zunajkrmni
- Propelerji: št. lopatic: 2 leseni propelerji s fiksnim vpadnim kotom krakov

Zmogljivost
- Maks. hitrost: 225 km/h (140 mph; 121 kn)
- Potovalna hitrost: 175 km/h (109 mph; 94 kn)
- Doseg: 3.460 km (2.150 mi; 1.868 nmi)
- Višina leta: 3.690 m (12.106 ft)